# RBM4B
RBM4B (англ. RNA binding motif protein 4B) – білок, який кодується однойменним геном, розташованим у людей на 11-й хромосомі. Довжина поліпептидного ланцюга білка становить 359 амінокислот, а молекулярна маса — 40 150.
| 10         |  | 20         |  | 30         |  | 40         |  | 50         |
| ---------- |  | ---------- |  | ---------- |  | ---------- |  | ---------- |
| MVKLFIGNLP |  | REATEQEIRS |  | LFEQYGKVLE |  | CDIIKNYGFV |  | HIEDKTAAED |
| AIRNLHHYKL |  | HGVNINVEAS |  | KNKSKASTKL |  | HVGNISPTCT |  | NQELRAKFEE |
| YGPVIECDIV |  | KDYAFVHMER |  | AEDAVEAIRG |  | LDNTEFQGKR |  | MHVQLSTSRL |
| RTAPGMGDQS |  | GCYRCGKEGH |  | WSKECPVDRT |  | GRVADFTEQY |  | NEQYGAVRTP |
| YTMGYGESMY |  | YNDAYGALDY |  | YKRYRVRSYE |  | AVAAAAAASA |  | YNYAEQTMSH |
| LPQVQSTTVT |  | SHLNSTSVDP |  | YDRHLLPNSG |  | AAATSAAMAA |  | AAATTSSYYG |
| RDRSPLRRAA |  | AMLPTVGEGY |  | GYGPESELSQ |  | ASAATRNSLY |  | DMARYEREQY |
| VDRARYSAF  |  |            |  |            |  |            |  |            |

A: Аланін

C: Цистеїн

D: Аспарагінова кислота

E: Глутамінова кислота

F: Фенілаланін

G: Гліцин

H: Гістидин

I: Ізолейцин

K: Лізин

L: Лейцин

M: Метіонін

N: Аспарагін

P: Пролін

Q: Глутамін

R: Аргінін

S: Серин

T: Треонін

V: Валін

W: Триптофан

Кодований геном білок за функцією належить до активаторів. 
Задіяний у таких біологічних процесах, як процесинг мРНК, сплайсинг мРНК. 
Білок має сайт для зв'язування з іонами металів, іоном цинку, РНК. 
Локалізований у ядрі.